# Eiras (Chaves)
Eiras ist ein Ort und eine ehemalige Gemeinde (Freguesia) im portugiesischen Kreis Chaves. Die Gemeinde hatte 545 Einwohner (Stand 30. Juni 2011).
Am 29. September 2013 wurden die Gemeinden Eiras, São Julião de Montenegro und Cela zur neuen Gemeinde União das Freguesias das Eiras, São Julião de Montenegro e Cela zusammengeschlossen.

## Sehenswürdigkeiten

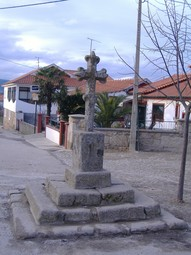
Cruzeiro de Eiras

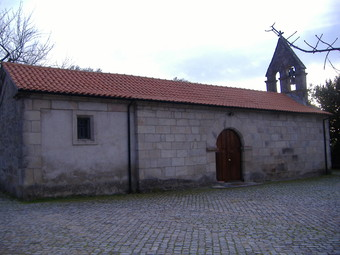
Igreja Matriz

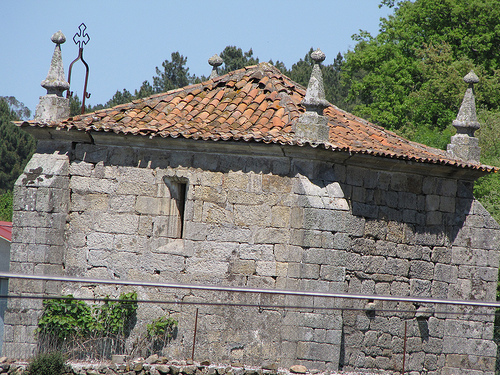
Capela da Nossa Senhora da Conceição

### Cruzeiro de Eiras
Auf dem Platz am Dorfeingang steht eines der ältesten Wegekreuze der Region aus dem Jahr 1650. Seine in Lilien auslaufenden Arme finden ihre nächste Parallele in einem Kreuz vor der Kathedrale von Santiago de Compostela. Es wird vermutet, dass dieser Ort Teil einer der Wallfahrtsstrecken nach Santiago de Compostela war.

### Igreja Matriz
Die Mutterkirche ist eine romanische Kirche, die als Schirmherrin die Frau der Erwartung hat. Sie ist an der Stelle der Pipa gelegen.

### Quinta da Senhora da Conceição
In der Nähe des Wegekreuzes liegt die stark zerstörte Quinta da Senhora da Conceição, von der eine kleine Kapelle mit einem schönen Fenster im manuelinischen Stil erhalten blieb.
Der Gründer der Quinta war der Gouverneur von Praça de Chaves, Francisco de Morais Madureira Lobo Liz e Prado, der eine Tochter, Dona Rita Lobo Liz e Prado, hatte, die die Mutter des letzten Gutsherrn von Quinta das Eiras und Casa da Santa Cabeça de Chaves war, dessen Wappen im Regionalmuseum Flaviense aufbewahrt wird.
Eine weitere bemerkenswerter Gestalt dieses Dorfes war Manuel de Morais Madureira. Manuel de Morais Madureira, Bruder von Rita Lobo Liz e Prado, war Kavallerieoffizier und Adjutant des D. Miguel de Bragança. Nach der Konvention von Évora Monte, durch die D. Miguel ins Exil geschickt wurde, begleitet er den König  und starb ebenfalls im Exil.